# Liste des monuments aux morts dans le Gers
Pour un article plus général, voir Liste des œuvres d'art du Gers.
Cet article vise à recenser les monuments aux morts dans le Gers, en France.

## Liste
Les monuments sont classés par ordre alphabétique de communes, ou anciennes communes. Si une commune possède plusieurs monuments, ils sont classés par ordre chronologique des conflits commémorés.
| Œuvre                                                     | Auteur                      | Commune                  | Localisation                                                             | Notes                                                          | Installation | Coordonnées                      | Illustration |
| --------------------------------------------------------- | --------------------------- | ------------------------ | ------------------------------------------------------------------------ | -------------------------------------------------------------- | ------------ | -------------------------------- | --- |
| Monument aux morts                                        | À déterminer                | Aignan                   | À déterminer                                                             |                                                                | À déterminer | à géolocaliser                   | Image manquante |
| Monument aux morts                                        | À déterminer                | Ansan                    | À déterminer                                                             |                                                                | À déterminer | à géolocaliser                   | Image manquante |
| Monument aux morts                                        | À déterminer                | Antras                   | Dans l'église Saint-Martin                                               | Plaque.                                                        | À déterminer | à géolocaliser                   | Image manquante |
| Monument aux morts                                        | À déterminer                | Arblade-le-Bas           | Dans le cimetière, à côté de l'église de la Nativité-de-la-Sainte-Vierge |                                                                | À déterminer | à géolocaliser                   | Image manquante |
| Monument aux morts                                        | À déterminer                | Arblade-le-Haut          | À déterminer                                                             |                                                                | À déterminer | à géolocaliser                   | Image manquante |
| Monument aux morts                                        | À déterminer                | Ardizas                  | Dans l'église Saint-Loup                                                 | Plaques.                                                       | À déterminer | à géolocaliser                   | Image manquante |
| Monument aux morts                                        | À déterminer                | Armentieux               | À côté de l'église Notre-Dame                                            |                                                                | À déterminer | à géolocaliser                   | Image manquante |
| Monument aux morts                                        | À déterminer                | Armous-et-Cau            | Sur un mur extérieur de l'église Saint-Martin                            |                                                                | À déterminer | 43° 34′ 25″ nord, 0° 11′ 16″ est | Monument aux morts d'Armous-et-Cau |
| Monument aux morts                                        | À déterminer                | Arrouède                 | Sur la place de l'église Saint-Pierre                                    |                                                                | À déterminer | 43° 21′ 36″ nord, 0° 35′ 09″ est | Monument aux morts d'Arrouède |
| Monument aux morts                                        | À déterminer                | Artiguedieu              | À déterminer                                                             |                                                                | À déterminer | à géolocaliser                   | Monument aux morts |
| Monument aux morts                                        | À déterminer                | Artiguedieu              | Dans l'église Notre-Dame-de-l'Assomption                                 |                                                                | À déterminer | à géolocaliser                   | Monument aux morts |
| Victoire ailée (monument aux morts)                       | À déterminer                | Aubiet                   | Rue de Geer                                                              |                                                                | À déterminer | 43° 21′ 36″ nord, 0° 35′ 09″ est | Monument aux morts d'Aubiet |
| Monument aux morts                                        | À déterminer                | Aubiet                   | Dans l'église Saints-Abdon-et-Sennen                                     | Plaques.                                                       | À déterminer | à géolocaliser                   | Image manquante |
| La Patrie (monument aux morts),                           | Antonin Carlès              | Auch                     | Sur la place Salinis                                                     |                                                                | 1925         | à géolocaliser                   | La Patrie (monument aux morts)« "Patrie" ornant le Monument aux morts de 1914-1918 à Auch », sur À nos grands hommes,« Monument aux morts de 14-18 à Auch », sur e-monumen |
| Monument aux morts                                        | Charles-Henri Pourquet      | Auch                     | Dans la cour d'honneur du collège Salinis                                |                                                                | À déterminer | à géolocaliser                   | Image manquante |
| Monument aux morts de 1914-1918                           | À déterminer                | Auch                     | Dans la cathédrale Sainte-Marie                                          | Plaque.                                                        | À déterminer | à géolocaliser                   | Image manquante |
| Monument aux morts de 1914-1918                           | À déterminer                | Auch                     | Dans l'église Saint-Orens                                                | Plaque.                                                        | À déterminer | à géolocaliser                   | Image manquante |
| Monument aux morts                                        | À déterminer                | Augnax                   | En face du cimetière                                                     |                                                                | À déterminer | à géolocaliser                   | Image manquante |
| Monument aux morts                                        | À déterminer                | Aujan-Mournède           | A côté du cimetière, entre l'église Saint-Jean-Baptiste et la mairie     |                                                                | À déterminer | à géolocaliser                   | Monument aux morts |
| Monument aux morts                                        | À déterminer                | Auradé                   | À déterminer                                                             |                                                                | À déterminer | à géolocaliser                   | Image manquante |
| Monument aux morts                                        | À déterminer                | Aurensan                 | À côté de l'église Saint-Christophe                                      |                                                                | À déterminer | à géolocaliser                   | Monument aux morts |
| Monument aux morts                                        | À déterminer                | Aurimont                 | En face de l'église Saint-Loup, au bord de la RD 217                     |                                                                | À déterminer | à géolocaliser                   | Monument aux morts |
| Monument aux morts                                        | À déterminer                | Aussos                   | À côté de l'église Saint-Gervais-et-Saint-Protais                        |                                                                | À déterminer | à géolocaliser                   | Monument aux morts |
| Victoire ailée (monument aux morts)                       | À déterminer                | Auterive                 | À côté de l'église Notre-Dame-de-l'Assomption                            |                                                                | À déterminer | à géolocaliser                   | Victoire ailée (monument aux morts) |
| Monument aux morts                                        | À déterminer                | Aux-Aussat               | À côté de l'église                                                       |                                                                | À déterminer | à géolocaliser                   | Image manquante |
| Monument aux morts                                        | À déterminer                | Avensac                  | Dans l'église Saint-Jean-Baptiste                                        | Plaque.                                                        | À déterminer | à géolocaliser                   | Image manquante |
| Monument aux morts de 1914-1918                           | À déterminer                | Avéron-Bergelle          | Sous le porche à l'entrée de l'église Saint-Laurent                      | Plaque.                                                        | À déterminer | à géolocaliser                   | Image manquante |
| Monument aux morts                                        | À déterminer                | Avéron-Bergelle          | À côté de l'église Saint-Laurent                                         |                                                                | À déterminer | à géolocaliser                   | Monument aux morts |
| Monument aux morts                                        | À déterminer                | Avezan                   | Dans l'église Saint-Jacques                                              | Plaque.                                                        | À déterminer | à géolocaliser                   | Image manquante |
| Monument aux morts                                        | À déterminer                | Ayguetinte               | À déterminer                                                             |                                                                | À déterminer | à géolocaliser                   | Monument aux morts |
| Monument aux morts                                        | À déterminer                | Ayzieu                   | À déterminer                                                             |                                                                | À déterminer | à géolocaliser                   | Image manquante |
| Monument aux morts                                        | À déterminer                | Bajonnette               | Dans l'église Saint-Orens                                                | Plaque.                                                        | À déterminer | à géolocaliser                   | Image manquante |
| Monument aux morts                                        | À déterminer                | Barcelonne-du-Gers       | Dans l'église Notre-Dame-du-Mont-Carmel                                  |                                                                | À déterminer | à géolocaliser                   | Monument aux morts |
| Monument aux morts                                        | À déterminer                | Barcelonne-du-Gers       | À côté de la mairie                                                      |                                                                | À déterminer | à géolocaliser                   | Image manquante |
| Monument aux morts                                        | À déterminer                | Barcugnan                | À côté de l'église Saint-Martin                                          |                                                                | À déterminer | à géolocaliser                   | Monument aux morts |
| Monument aux morts de 1914-1918                           | À déterminer                | Barran                   | Dans la collégiale Saint-Jean-Baptiste                                   |                                                                | À déterminer | à géolocaliser                   | Monument aux morts de 1914-1918 |
| Monument aux morts                                        | À déterminer                | Barran                   | À côté de la collégiale Saint-Jean-Baptiste                              |                                                                | À déterminer | à géolocaliser                   | Monument aux morts |
| Monument aux morts                                        | À déterminer                | Bassoues                 | À déterminer                                                             |                                                                | À déterminer | à géolocaliser                   | Monument aux morts |
| Monument aux morts                                        | À déterminer                | Bassoues                 | Dans l'église Sainte-Marie                                               |                                                                | À déterminer | à géolocaliser                   | Monument aux morts |
| Monument aux morts                                        | À déterminer                | Bazugues                 | À déterminer                                                             |                                                                | À déterminer | à géolocaliser                   | Monument aux morts |
| Monument aux morts                                        | À déterminer                | Beaumarchés              | À déterminer                                                             |                                                                | À déterminer | à géolocaliser                   | Monument aux morts |
| Statue de Jeanne d'Arc (monument aux morts de Cayron)     | À déterminer                | Beaumarchés              | À déterminer                                                             | Représente Jeanne d'Arc.                                       | À déterminer | à géolocaliser                   | Statue de Jeanne d'Arc (monument aux morts de Cayron) |
| Monument aux morts                                        | À déterminer                | Bédéchan                 | À déterminer                                                             |                                                                | À déterminer | à géolocaliser                   | Monument aux morts |
| Monument aux morts                                        | À déterminer                | Belloc-Saint-Clamens     | À déterminer                                                             |                                                                | À déterminer | à géolocaliser                   | Monument aux morts |
| Monument aux morts                                        | À déterminer                | Belmont                  | À déterminer                                                             |                                                                | À déterminer | à géolocaliser                   | Monument aux morts |
| Monument aux morts                                        | À déterminer                | Bernède                  | À gauche du portail de l'église Saint-Leu                                |                                                                | À déterminer | à géolocaliser                   | Monument aux morts |
| Monument aux morts                                        | À déterminer                | Bernède                  | À droite du portail de l'église Saint-Leu                                |                                                                | À déterminer | à géolocaliser                   | Monument aux morts |
| Monument aux morts                                        | À déterminer                | Boucagnères              | À côté de la salle des fêtes                                             |                                                                | À déterminer | à géolocaliser                   | Monument aux morts |
| Monument aux morts                                        | À déterminer                | Brugnens                 | À déterminer                                                             |                                                                | À déterminer | à géolocaliser                   | Monument aux morts |
| Monument aux morts                                        | À déterminer                | Cabas-Loumassès          | Dans l'église Saint-Jean-Baptiste                                        |                                                                | À déterminer | à géolocaliser                   | Monument aux morts |
| Monument aux morts                                        | À déterminer                | Cahuzac-sur-Adour        | À déterminer                                                             |                                                                | À déterminer | à géolocaliser                   | Monument aux morts |
| Monument aux morts                                        | À déterminer                | Cannet                   | Sur une façade de la mairie                                              |                                                                | À déterminer | à géolocaliser                   | Monument aux morts |
| Monument aux morts des combats du 21 juin 1944            | À déterminer                | Castelnau-sur-l'Auvignon | À déterminer                                                             |                                                                | À déterminer | à géolocaliser                   | Monument aux morts des combats du 21 juin 1944 |
| Monument aux morts                                        | À déterminer                | Castelnavet              | À déterminer                                                             |                                                                | À déterminer | à géolocaliser                   | Monument aux morts |
| Monument aux morts                                        | À déterminer                | Castéra-Verduzan         | Devant l'école                                                           |                                                                | À déterminer | à géolocaliser                   | Monument aux morts |
| Monument aux morts                                        | À déterminer                | Castet-Arrouy            | À déterminer                                                             |                                                                | À déterminer | à géolocaliser                   | Monument aux morts |
| Monument aux morts                                        | À déterminer                | Caupenne-d'Armagnac      | À déterminer                                                             |                                                                | À déterminer | à géolocaliser                   | Monument aux morts |
| Monument aux morts de 1870-1871                           | À déterminer                | Cazaubon                 | Sur l'escalier de la place de l'église                                   | Plaque.                                                        | À déterminer | à géolocaliser                   | Image manquante |
| Monument aux morts                                        | À déterminer                | Cézan                    | À déterminer                                                             |                                                                | À déterminer | à géolocaliser                   | Monument aux morts |
| Monument aux morts                                        | À déterminer                | Chélan                   | À déterminer                                                             |                                                                | À déterminer | à géolocaliser                   | Monument aux morts |
| Le Poilu victorieux (monument aux morts)                  | Copie d'après Eugène Bénet  | Cologne                  | Grand place                                                              |                                                                | À déterminer | à géolocaliser                   | Le Poilu victorieux (monument aux morts)« Monument aux morts de 1914-1918 à Cologne », sur À nos grands hommes                                                             |
| Monument aux morts                                        | Daniel-Joseph Bacqué        | Condom                   | À déterminer                                                             | Inscrit MH (2018).                                             | 1923         | à géolocaliser                   | Monument aux morts |
| Monument aux morts                                        | À déterminer                | Corneillan               | À déterminer                                                             |                                                                | À déterminer | à géolocaliser                   | Monument aux morts |
| Monument aux morts                                        | À déterminer                | Couloumé-Mondebat        | À déterminer                                                             |                                                                | À déterminer | à géolocaliser                   | Monument aux morts |
| Monument aux morts                                        | À déterminer                | Cuélas                   | À déterminer                                                             |                                                                | À déterminer | à géolocaliser                   | Monument aux morts |
| Monument aux morts                                        | À déterminer                | Duffort                  | Sous le porche de l'église Saint-Étienne                                 |                                                                | À déterminer | à géolocaliser                   | Monument aux morts |
| Monument aux morts                                        | À déterminer                | Durban                   | À déterminer                                                             |                                                                | À déterminer | à géolocaliser                   | Monument aux morts |
| Monument aux morts                                        | À déterminer                | Encausse                 | À déterminer                                                             |                                                                | À déterminer | à géolocaliser                   | Monument aux morts |
| Poilu au repos (monument aux morts)                       | Copie d'après Étienne Camus | Endoufielle              | À déterminer                                                             |                                                                | À déterminer | à géolocaliser                   | Image manquante |
| Monument aux morts                                        | À déterminer                | Esclassan-Labastide      | À déterminer                                                             |                                                                | À déterminer | à géolocaliser                   | Monument aux morts |
| Poilu baïonnette au canon (d) (monument aux morts)        | Copie d'après Étienne Camus | Escornebœuf              | Sur le parvis de l'église Sainte-Quitterie                               |                                                                | À déterminer | à géolocaliser                   | Poilu baïonnette au canon (d) (monument aux morts) |
| Monument aux morts                                        | À déterminer                | Faget-Abbatial           | À déterminer                                                             |                                                                | À déterminer | à géolocaliser                   | Monument aux morts |
| Monument aux morts                                        | À déterminer                | Flamarens                | À déterminer                                                             |                                                                | À déterminer | à géolocaliser                   | Monument aux morts |
| Monument aux morts                                        | Antoine Bourlange           | Fleurance                | Allées de la Légion d'Honneur, square de Verdun.                         | La Commune de Fleurance à ses Enfants Morts au Champ d'Honneur | 1922         | 43° 51′ 06″ nord, 0° 39′ 30″ est | Image manquante |
| Monument aux morts                                        | À déterminer                | Galiax                   | À déterminer                                                             |                                                                | À déterminer | à géolocaliser                   | Monument aux morts |
| Monument aux morts                                        | À déterminer                | Gazax-et-Baccarisse      | À déterminer                                                             |                                                                | À déterminer | à géolocaliser                   | Monument aux morts |
| Monument aux morts                                        | À déterminer                | Gimbrède                 | À déterminer                                                             |                                                                | À déterminer | à géolocaliser                   | Monument aux morts |
| Aumônier assistant un soldat mourant (monument aux morts) | Copie d'après Étienne Camus | Gimbrède                 | Dans l'église Saint-Georges                                              |                                                                | À déterminer | à géolocaliser                   | Aumônier assistant un soldat mourant (monument aux morts) |
| Monument aux morts                                        | À déterminer                | Goutz                    | À déterminer                                                             |                                                                | À déterminer | à géolocaliser                   | Monument aux morts |
| Monument aux morts                                        | À déterminer                | Goux                     | Sous l'emban de l'église Saint-Roch                                      |                                                                | À déterminer | à géolocaliser                   | Monument aux morts |
| Monument aux morts                                        | À déterminer                | Izotges                  | À déterminer                                                             |                                                                | À déterminer | à géolocaliser                   | Monument aux morts |
| Monument aux morts                                        | À déterminer                | Jû-Belloc                | À déterminer                                                             |                                                                | À déterminer | à géolocaliser                   | Monument aux morts |
| Monument aux morts                                        | À déterminer                | Juilles                  | À déterminer                                                             |                                                                | À déterminer | à géolocaliser                   | Monument aux morts |
| Poilu au repos (monument aux morts)                       | Copie d'après Étienne Camus | L'Isle-de-Noé            | Rue Jean-Baptiste Belley                                                 |                                                                | 1921         | à géolocaliser                   | Image manquante |
| Monument aux morts                                        | À déterminer                | Labarthe                 | À déterminer                                                             |                                                                | À déterminer | à géolocaliser                   | Monument aux morts |
| Monument aux morts                                        | À déterminer                | Labarthète               | À déterminer                                                             |                                                                | À déterminer | à géolocaliser                   | Monument aux morts |
| Monument aux morts                                        | À déterminer                | Labastide-Savès          | À déterminer                                                             |                                                                | À déterminer | à géolocaliser                   | Monument aux morts |
| Monument aux morts                                        | À déterminer                | Labéjan                  | À déterminer                                                             |                                                                | À déterminer | à géolocaliser                   | Monument aux morts |
| Monument aux morts                                        | À déterminer                | Labrihe                  | À déterminer                                                             |                                                                | À déterminer | à géolocaliser                   | Monument aux morts |
| Monument aux morts                                        | À déterminer                | Lagarde-Hachan           | À déterminer                                                             |                                                                | À déterminer | à géolocaliser                   | Monument aux morts |
| Poilu au repos (monument aux morts)                       | Copie d'après Étienne Camus | Lagraulet-du-Gers        | À déterminer                                                             |                                                                | À déterminer | à géolocaliser                   | Image manquante |
| Monument aux morts                                        | À déterminer                | Lahitte                  | À déterminer                                                             |                                                                | À déterminer | à géolocaliser                   | Monument aux morts |
| Monument aux morts                                        | À déterminer                | Lannux                   | À déterminer                                                             |                                                                | À déterminer | à géolocaliser                   | Monument aux morts |
| Monument aux morts                                        | À déterminer                | Larressingle             | À déterminer                                                             |                                                                | À déterminer | 0° 18′ 37″ nord, 43° 56′ 39″ est | Monument aux morts de Larressingle |
| Monument aux morts                                        | À déterminer                | Larroque-Saint-Sernin    | À déterminer                                                             |                                                                | À déterminer | à géolocaliser                   | Monument aux morts |
| Monument aux morts                                        | À déterminer                | Lasseube-Propre          | À déterminer                                                             |                                                                | À déterminer | à géolocaliser                   | Monument aux morts |
| Monument aux morts                                        | À déterminer                | Laveraët                 | À déterminer                                                             |                                                                | À déterminer | à géolocaliser                   | Monument aux morts |
| Monument aux morts                                        | Carlo Sarrabezolles         | Lectoure                 | À déterminer                                                             | Inscrit MH (2018).                                             | 1923         | à géolocaliser                   | Image manquante |
| Monument aux morts                                        | À déterminer                | Ligardes                 | À déterminer                                                             |                                                                | À déterminer | à géolocaliser                   | Monument aux morts |
| Monument aux morts                                        | À déterminer                | Lombez                   | À déterminer                                                             |                                                                | À déterminer | 43° 28′ 30″ nord, 0° 54′ 31″ est | Monument aux morts de Lombez |
| Monument aux morts                                        | À déterminer                | Lourties-Monbrun         | À déterminer                                                             |                                                                | À déterminer | à géolocaliser                   | Monument aux morts |
| Monument aux morts                                        | À déterminer                | Louslitges               | Sur une façade de l'église Saint-Loup                                    |                                                                | À déterminer | à géolocaliser                   | Monument aux morts |
| Monument aux morts                                        | À déterminer                | Loussous-Débat           | À déterminer                                                             |                                                                | À déterminer | à géolocaliser                   | Monument aux morts |
| Victoire ailée (monument aux morts)                       | À déterminer                | Lupiac                   | À déterminer                                                             |                                                                | À déterminer | à géolocaliser                   | Victoire ailée (monument aux morts) |
| Monument aux morts                                        | À déterminer                | Manas-Bastanous          | À déterminer                                                             |                                                                | À déterminer | à géolocaliser                   | Monument aux morts |
| Monument aux morts                                        | À déterminer                | Mansempuy                | À déterminer                                                             |                                                                | À déterminer | à géolocaliser                   | Monument aux morts |
| Monument aux morts                                        | À déterminer                | Mansencôme               | À déterminer                                                             |                                                                | À déterminer | à géolocaliser                   | Monument aux morts |
| Monument aux morts                                        | À déterminer                | Marsan                   | À déterminer                                                             |                                                                | À déterminer | 43° 39′ 22″ nord, 0° 43′ 17″ est | Monument aux morts de Marsan |
| Monument aux morts                                        | À déterminer                | Masseube                 | À déterminer                                                             |                                                                | À déterminer | à géolocaliser                   | Monument aux morts |
| Monument aux morts                                        | À déterminer                | Masseube                 | Dans l'église Saint-Christophe                                           |                                                                | À déterminer | à géolocaliser                   | Monument aux morts |
| Monument aux morts                                        | À déterminer                | Maulichères              | À déterminer                                                             |                                                                | À déterminer | à géolocaliser                   | Monument aux morts |
| Monument aux morts                                        | À déterminer                | Maumusson-Laguian        | À déterminer                                                             |                                                                | À déterminer | à géolocaliser                   | Monument aux morts |
| Monument aux morts de 1870-1871                           | À déterminer                | Mauvezin                 | À déterminer                                                             |                                                                | 1911         | à géolocaliser                   | Image manquante |
| Monument aux morts                                        | À déterminer                | Mauvezin                 | À déterminer                                                             |                                                                | À déterminer | à géolocaliser                   | Monument aux morts |
| Monument aux morts                                        | À déterminer                | Mauvezin                 | Dans l'église Saint-Michel                                               |                                                                | À déterminer | à géolocaliser                   | Monument aux morts |
| Monument aux morts                                        | À déterminer                | Miélan                   | À déterminer                                                             |                                                                | À déterminer | à géolocaliser                   | Monument aux morts |
| Monument aux morts                                        | À déterminer                | Miradoux                 | À déterminer                                                             |                                                                | À déterminer | à géolocaliser                   | Monument aux morts |
| Monument aux morts de 1870-1871                           | À déterminer                | Mirande                  | À déterminer                                                             |                                                                | À déterminer | à géolocaliser                   | Monument aux morts de 1870-1871 |
| Monument aux morts                                        | À déterminer                | Mirande                  | À déterminer                                                             |                                                                | À déterminer | à géolocaliser                   | Monument aux morts |
| Monument aux morts de 1914-1918                           | À déterminer                | Mirande                  | Dans le cimetière                                                        |                                                                | À déterminer | à géolocaliser                   | Image manquante |
| Monument aux morts de 1939-1945                           | À déterminer                | Mirande                  | Dans le cimetière                                                        |                                                                | À déterminer | à géolocaliser                   | Image manquante |
| Monument aux morts                                        | À déterminer                | Mirande                  | Dans l'église                                                            | Plaques.                                                       | À déterminer | à géolocaliser                   | Image manquante |
| Monument aux morts                                        | À déterminer                | Monblanc                 | À déterminer                                                             |                                                                | À déterminer | à géolocaliser                   | Monument aux morts |
| Monument aux morts                                        | À déterminer                | Moncassin                | À déterminer                                                             |                                                                | À déterminer | à géolocaliser                   | Monument aux morts |
| Monument aux morts                                        | À déterminer                | Monclar-sur-Losse        | À déterminer                                                             |                                                                | À déterminer | à géolocaliser                   | Monument aux morts |
| Monument aux morts                                        | À déterminer                | Moncorneil-Grazan        | À déterminer                                                             |                                                                | À déterminer | à géolocaliser                   | Monument aux morts |
| Monument aux morts                                        | À déterminer                | Monferran-Plavès         | À déterminer                                                             |                                                                | À déterminer | à géolocaliser                   | Monument aux morts |
| Monument aux morts                                        | À déterminer                | Monlezun                 | À déterminer                                                             |                                                                | À déterminer | à géolocaliser                   | Monument aux morts |
| Monument aux morts                                        | À déterminer                | Mont-d'Astarac           | À déterminer                                                             |                                                                | À déterminer | à géolocaliser                   | Monument aux morts |
| Monument aux morts                                        | À déterminer                | Mont-de-Marrast          | À déterminer                                                             |                                                                | À déterminer | à géolocaliser                   | Monument aux morts |
| Monument aux morts                                        | À déterminer                | Montaut                  | À déterminer                                                             |                                                                | À déterminer | à géolocaliser                   | Monument aux morts |
| Monument aux morts                                        | À déterminer                | Montesquiou              | À déterminer                                                             |                                                                | À déterminer | à géolocaliser                   | Monument aux morts« Monument aux morts de 1914-1918 à Montesquiou », sur À nos grands hommes                                                                               |
| Monument aux morts                                        | À déterminer                | Montestruc-sur-Gers      | À déterminer                                                             |                                                                | À déterminer | à géolocaliser                   | Monument aux morts |
| Monument aux morts                                        | À déterminer                | Montiron                 | À déterminer                                                             |                                                                | À déterminer | à géolocaliser                   | Monument aux morts |
| Monument aux morts                                        | À déterminer                | Nougaroulet              | À déterminer                                                             |                                                                | À déterminer | à géolocaliser                   | Monument aux morts |
| Monument aux morts                                        | À déterminer                | Orbessan                 | À déterminer                                                             |                                                                | À déterminer | à géolocaliser                   | Monument aux morts |
| Monument aux morts                                        | À déterminer                | Ornézan                  | À déterminer                                                             |                                                                | À déterminer | à géolocaliser                   | Monument aux morts |
| Monument aux morts                                        | À déterminer                | Pallanne                 | À déterminer                                                             |                                                                | À déterminer | à géolocaliser                   | Monument aux morts |
| Monument aux morts                                        | À déterminer                | Panassac                 | À déterminer                                                             |                                                                | À déterminer | à géolocaliser                   | Monument aux morts |
| Monument aux morts                                        | À déterminer                | Pauilhac                 | À déterminer                                                             |                                                                | À déterminer | à géolocaliser                   | Monument aux morts |
| Monument aux morts                                        | À déterminer                | Pavie                    | À déterminer                                                             |                                                                | À déterminer | à géolocaliser                   | Monument aux morts |
| Monument aux morts                                        | Antoine Bourlange           | Pessan                   | place de la Liberté                                                      | La Commune de Pessan à ses Enfants                             | 1923         | 43° 37′ 15″ nord, 0° 38′ 55″ est | Monument aux morts Pessan |
| Monument aux morts                                        | À déterminer                | Peyrusse-Grande          | À déterminer                                                             |                                                                | À déterminer | à géolocaliser                   | Monument aux morts |
| Monument aux morts                                        | À déterminer                | Plaisance                | À déterminer                                                             |                                                                | À déterminer | à géolocaliser                   | Monument aux morts |
| Monument aux morts                                        | À déterminer                | Plieux                   | À déterminer                                                             |                                                                | À déterminer | à géolocaliser                   | Monument aux morts |
| Monument aux morts                                        | À déterminer                | Pouy-Loubrin             | À déterminer                                                             |                                                                | À déterminer | à géolocaliser                   | Monument aux morts |
| Poilu au repos (monument aux morts)                       | Copie d'après Étienne Camus | Préchac                  | À déterminer                                                             |                                                                | À déterminer | à géolocaliser                   | Poilu au repos (monument aux morts) |
| Monument aux morts                                        | À déterminer                | Préchac-sur-Adour        | À déterminer                                                             |                                                                | À déterminer | à géolocaliser                   | Monument aux morts |
| Monument aux morts                                        | À déterminer                | Projan                   | Sous le porche de l'église Saint-Martin                                  |                                                                | À déterminer | à géolocaliser                   | Monument aux morts |
| Monument aux morts                                        | À déterminer                | Puységur                 | À déterminer                                                             |                                                                | À déterminer | à géolocaliser                   | Monument aux morts |
| Monument aux morts                                        | À déterminer                | Réans                    | À déterminer                                                             |                                                                | À déterminer | à géolocaliser                   | Monument aux morts |
| Monument aux morts                                        | À déterminer                | Réjaumont                | À déterminer                                                             |                                                                | À déterminer | à géolocaliser                   | Monument aux morts |
| Monument aux morts de 1914-1918                           | À déterminer                | Riscle                   | Dans l'église Saint-Pierre                                               |                                                                | À déterminer | à géolocaliser                   | Image manquante |
| Monument aux morts                                        | À déterminer                | Riscle                   | Sur la place de la Libération                                            |                                                                | À déterminer | à géolocaliser                   | Monument aux morts |
| Monument aux morts                                        | À déterminer                | Rozès                    | À déterminer                                                             |                                                                | À déterminer | à géolocaliser                   | Monument aux morts |
| Monument aux morts                                        | À déterminer                | Sadeillan                | À déterminer                                                             |                                                                | À déterminer | à géolocaliser                   | Monument aux morts |
| Monument aux morts                                        | À déterminer                | Saint-Antoine            | Dans l'église Saint-Antoine                                              |                                                                | À déterminer | à géolocaliser                   | Monument aux morts |
| Monument aux morts                                        | À déterminer                | Saint-Antoine            | À déterminer                                                             |                                                                | À déterminer | à géolocaliser                   | Monument aux morts |
| Monument aux morts                                        | À déterminer                | Saint-Antonin            | À déterminer                                                             |                                                                | À déterminer | à géolocaliser                   | Monument aux morts |
| Monument aux morts                                        | À déterminer                | Saint-Arroman            | À déterminer                                                             |                                                                | À déterminer | à géolocaliser                   | Monument aux morts |
| Monument aux morts                                        | À déterminer                | Saint-Aunix-Lengros      | À déterminer                                                             |                                                                | À déterminer | à géolocaliser                   | Monument aux morts |
| Monument aux morts                                        | À déterminer                | Saint-Élix-d'Astarac     | À déterminer                                                             |                                                                | À déterminer | à géolocaliser                   | Monument aux morts |
| Monument aux morts                                        | À déterminer                | Saint-Germé              | À déterminer                                                             |                                                                | À déterminer | à géolocaliser                   | Monument aux morts |
| Monument aux morts                                        | À déterminer                | Saint-Médard             | À déterminer                                                             |                                                                | À déterminer | à géolocaliser                   | Monument aux morts |
| Monument aux morts                                        | À déterminer                | Saint-Michel             | À déterminer                                                             |                                                                | À déterminer | à géolocaliser                   | Monument aux morts |
| Monument aux morts                                        | À déterminer                | Saint-Mont               | À déterminer                                                             |                                                                | À déterminer | à géolocaliser                   | Monument aux morts |
| Monument aux morts                                        | À déterminer                | Saint-Sauvy              | À déterminer                                                             |                                                                | À déterminer | à géolocaliser                   | Monument aux morts |
| Monument aux morts                                        | À déterminer                | Sainte-Aurence-Cazaux    | À déterminer                                                             |                                                                | À déterminer | à géolocaliser                   | Monument aux morts |
| Monument aux morts                                        | À déterminer                | Sainte-Radegonde         | À déterminer                                                             |                                                                | À déterminer | à géolocaliser                   | Monument aux morts |
| Monument aux morts                                        | À déterminer                | Samatan                  | À déterminer                                                             |                                                                | À déterminer | à géolocaliser                   | Monument aux morts |
| Monument aux morts                                        | À déterminer                | Saramon                  | À déterminer                                                             |                                                                | À déterminer | à géolocaliser                   | Monument aux morts |
| Monument aux morts                                        | À déterminer                | Sarragachies             | À déterminer                                                             |                                                                | À déterminer | à géolocaliser                   | Monument aux morts |
| Monument aux morts                                        | À déterminer                | Sauviac                  | À déterminer                                                             |                                                                | À déterminer | à géolocaliser                   | Monument aux morts |
| Monument aux morts                                        | À déterminer                | Ségos                    | À déterminer                                                             |                                                                | À déterminer | à géolocaliser                   | Monument aux morts |
| Monument aux morts 1870-1871                              | À déterminer                | Seissan                  | À déterminer                                                             |                                                                | À déterminer | à géolocaliser                   | Monument aux morts 1870-1871 |
| Monument aux morts                                        | À déterminer                | Seissan                  | À déterminer                                                             |                                                                | À déterminer | à géolocaliser                   | Monument aux morts |
| Monument aux morts                                        | À déterminer                | Sémézies-Cachan          | À déterminer                                                             |                                                                | À déterminer | à géolocaliser                   | Monument aux morts |
| Monument aux morts                                        | À déterminer                | Sère                     | A l'intérieur de l'église                                                |                                                                | À déterminer | à géolocaliser                   | Monument aux morts |
| Monument aux morts                                        | À déterminer                | Sion                     | À déterminer                                                             |                                                                | À déterminer | à géolocaliser                   | Monument aux morts |
| Monument aux morts                                        | À déterminer                | Solomiac                 | À déterminer                                                             |                                                                | À déterminer | à géolocaliser                   | Monument aux morts |
| Monument aux morts                                        | À déterminer                | Tachoires                | À déterminer                                                             |                                                                | À déterminer | à géolocaliser                   | Monument aux morts |
| Monument aux morts                                        | À déterminer                | Tarsac                   | À déterminer                                                             |                                                                | À déterminer | à géolocaliser                   | Monument aux morts |
| Monument aux morts                                        | À déterminer                | Urdens                   | À déterminer                                                             |                                                                | À déterminer | à géolocaliser                   | Monument aux morts |
| Monument aux morts                                        | À déterminer                | Verlus                   | À déterminer                                                             |                                                                | À déterminer | à géolocaliser                   | Monument aux morts |
| Poilu au repos (monument aux morts)                       | Copie d'après Étienne Camus | Viella                   | À déterminer                                                             |                                                                | À déterminer | à géolocaliser                   | Poilu au repos (monument aux morts) |
| Monument aux morts                                        | À déterminer                | Villefranche             | À déterminer                                                             |                                                                | À déterminer | à géolocaliser                   | Monument aux morts |
| Monument aux morts                                        | À déterminer                | Villefranche-d'Astarac   | À déterminer                                                             |                                                                | À déterminer | à géolocaliser                   | Monument aux morts |
| Monument aux morts                                        | À déterminer                | Viozan                   | À déterminer                                                             |                                                                | À déterminer | à géolocaliser                   | Monument aux morts |